# إنسان بوكسجروف

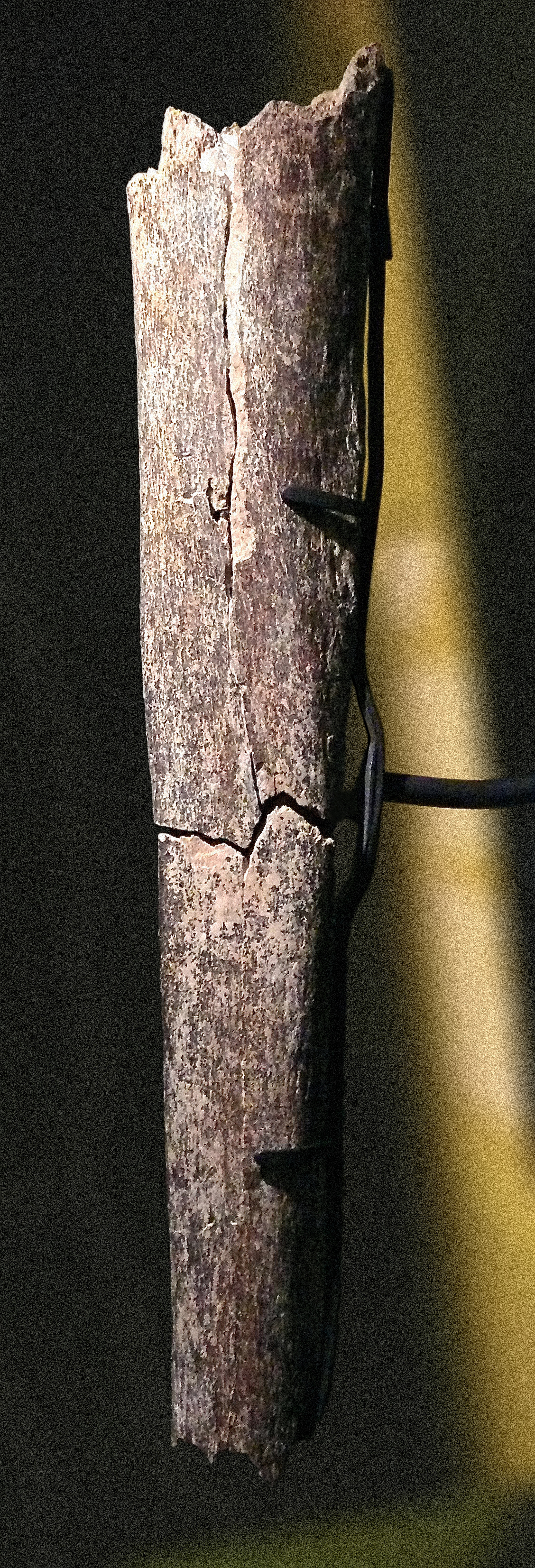
حفرية قصبة الساق المكتشفة في قرية بوكسجروف بمقاطعة غرب ساسكس الإنجليزيَّة

إنسان بوكسجروف (بالإنجليزية: Boxgrove Man)‏، هو عبارة عن حفرية يُعتقد أنها تنتمي إلى نوع إنسان هايدلبيرغ، وهو قريب من الإنسان العاقل (Homo sapiens)، ويرجع تاريخها إلى ما يقارب نصف مليون عام.
اكتُشفت هذه الحفرية في عام 1993 في قرية بوكسجروف الواقعة في غرب ساسكس بالقرب من الساحل الجنوبي لإنجلترا من قبل عالم الآثار مارك روبرتس وفريقه من معهد الآثار في جامعة لندن كوليدج.
عُثر على قطعتين فقط من الساق (عظم الساق) واثنين من الأسنان، لذلك لا يُعرف سوى القليل عن تاريخ هذه العينة. اقترح العلماء أنها من الممكن أن تكون عينة لإمرأة قوية البنية عمرها 40 عامًا، وطولها 1.8 مترًا (5 قدم 11 بوصة)، وتزن حوالي 14 حجرًا (200 رطل 89 كجم). يُعتقد أنها أقدم حفرية بشرية اكتُشفت في بريطانيا.

## حياة بوكسجروف
ترجع هذه الحفرية التي يبلغ عمرها 40 عامًا إلى عصر البلاستوسين الأوسط. تتميز ساق إنسان بوكسجروف بأنها قوية جدًا مما يشير إلى أنه ذكر كبير يبلغ طوله حوالي 5 أقدام و 11 بوصة (180 سم)، ويزن حوالي 14 حجرًا (89 كجم).
تشير القوة الاستثنائية إلى أن نسب الجسم المتكيفة على البرد توازي نسب البشر البدائيون. توضح أن إنسان بوكسجروف كان لديه القدرة على الصيد أو البحث عن الطعام على الأقل بوساطة الأدوات الحجرية حيث اكتشف الفريق المئات من أدوات الصقل الأتشولية في الموقع. تُظهر الأسنان بعض الخدوش، ويشير ذلك إلى أسلوب الأكل الذي كان يعتمد على قطع الطعام باستخدام أداة تُثبّت بين الفكين.

## الحياة البرية الموجودة في الموقع
يوجد في الموقع الذي اكتُشف فيه إنسان بوكسجروف بقايا الأنواع المنقرضة الآن من وحيد القرن، والدببة والفئران. يبدو أن إنسان بوكسجروف قد استخدم العديد من الأدوات الحجرية المستكشفة في الموقع لاصطياد الحيوانات الذي كان يتغذى عليها.
هناك أدلة واضحة على بقايا الحيوانات التي كانت تُذبح، ولكن لا يمكن إثبات أن هذا الإنسان هو الذي صاد هذه الحيوانات. هناك أيضًا أدلة على وجود ساق إنسان بروكسجروف متآكلة. تعزو علامات الأسنان هذا التآكل إما إلى التغذّي على لحوم البشر من قِبل آخرين من نوع إنسان هايدلبيرغ، أو أنها متآكلة بسبب حيوان آخر.